# Naurissaari (ö i Birkaland, Södra Birkaland)
Naurissaari eller Patasaari är en ö i Finland. Den ligger i Rautunselkä (västra delen av (Vanajavesi) och i kommunen Ackas i den ekonomiska regionen  Södra Birkaland och landskapet Birkaland, i den södra delen av landet, 130 km norr om huvudstaden Helsingfors. Öns area är 0,8 hektar och dess största längd är 130 meter i sydväst-nordöstlig riktning.